# Adonisea nundina
Adonisea nundina là một loài bướm đêm trong họ Noctuidae.